# Primordia (jeu vidéo)
Pour l'organe de plante ou champignon, voir Primordium.
Primordia est un jeu vidéo d'aventure en pointer-et-cliquer développé par Wormwood Studios et édité par Wadjet Eye Games, sorti en 2012 sur Windows, Mac, Linux et iOS.

## Accueil
- Adventure Gamers : 4/5[1]
- Canard PC : 7/10[2]